# NK Jadran Supetar
NK Jadran Supetar je nogometni klub iz grada Supetra na otoku Braču. U sezoni 2020./21. se natječe u 2. ŽNL Splitsko-dalmatinska.

## Povijest kluba
Klub je osnovan 1925. godine fuzijom nekoliko dotad neregistriranih supetarskih klubova "Grom", "Sutvid", "Lastavica" u novi klub SUND (Supetarska udružena nogometna društva). Preteča tih udruženih klubova bio je Sportski klub "Bum", osnovan 1922. godine. SUND je službeno registriran 1932. godine, a prvi predsjednik mu je bio dr. Justo Pettrizio. 
Godine 1947. uzimaju novo ime – Radnik, a od 1981. klub se zove Jadran. 
Natječe se u 1. ŽNL Splitsko-dalmatinske županije.

## Vanjske poveznice
- NK Jadran Supetar  Arhivirana inačica izvorne stranice od 9. rujna 2011. (Wayback Machine)